# دفنة شجيرية
دفنة شجيرية (الاسم العلمي: Daphne arbuscula) هي نوع من النباتات تتبع جنس الدفنة من الفصيلة المثنانية.